# San Lucas Huitzilhuacán
Huitzilhuacan es una de las doce comunidades del municipio de Chiautla, en el Este del Estado de México, México.

## Toponimia
Nombre del idioma náhuatl compuesto de la raíz: huitz, espina y la posposición náhuac, que significa: Junto al espinal, lugar geográfico donde crecen las plantas espinosas.

## Administración
Para efectos administrativos se localiza en la Región III Texcoco; pertenece al VIII Distrito Federal Electoral, al XXII Distrito Local Electoral y al XXIII Distrito Judicial con sede el la ciudad de Texcoco.

## Localización y límites
Colinda con las comunidades de Santa Catarina, San Sebastián, San Francisco y el Municipio
de Chiconcuac. Está ubicada dentro de la porción lacustre de la cuenca hidrológica de México a una altitud de 2.250 metros sobre el nivel del mar.